# Neznělá dentální frikativa
Neznělá dentální frikativa je souhláska, která se vyskytuje v mnoha jazycích. V mezinárodní fonetické abecedě se označuje symbolem θ, číselné označení IPA je 130, ekvivalentním symbolem v SAMPA je T.

## Charakteristika
- Způsob artikulace: třená souhláska (frikativa). Vytváří se pomocí úžiny (konstrikce), která se staví do proudu vzduchu, čímž vzniká šum – od toho též označení úžinová souhláska (konstriktiva).
- Místo artikulace: zubná souhláska (dentála). Úžina se vytváří mezi horními nebo dolními zuby a jazykem, při artikulaci se jazyk dotýká zubů.
- Znělost: neznělá souhláska – při artikulaci jsou hlasivky v klidu. Znělým protějškem je ð.
- Ústní souhláska – vzduch prochází při artikulaci ústní dutinou.
- Středová souhláska – vzduch proudí převážně přes střed jazyka spíše než přes jeho boky.
- Pulmonická egresivní hláska – vzduch je při artikulaci vytlačován z plic.

## V češtině
V češtině se tato hláska nevyskytuje.

## V jiných jazycích

### Angličtina
V angličtině se zaznamenává spřežkou th, která však může označovat i znělé ð.

### Řečtina
Řecké písmeno theta (θ) bylo převzato jako symbol pro tuto hlásku v IPA.

### Islandština
V islandštině se zapisuje písmenem Þ.